# Верски туризам у источној Херцеговини
Верски туризам у Источној Херцеговини је облик туризма у Републици Српској и Босни и Херцеговини који је све је више изражен као облик културног туризма. Међу најзначајније вјерске објекте на којима се базира верски туризам у Источној Херцеговини, као облик културног туризма и као стратешки правац развоја туризма ове регије,  истичу се манастири: Тврдош, Света Петра и Павле, Дужи, Завала, Добрићево, Светог Петра Зимоњића у Данићима код Гацка и духовни комплекс Хецеговачка Грачаница у Требињу.

## Основне информације
Источна Херцеговина је географски појам за југоисточни дeо Републике Српске, који обухвата административно-територијалне јединице: Требиња, Билеће, Љубиња, Берковића, Гацка, Невесиња и Источног Мостара, са 365 насељених места и површине 3.827 квадратних километара. На овом простору покренут је и верски туризам као део одрживог развоја  туризма источне Херцеговине заснован на:
- туристичким вредностима (потенцијалима),
- савременим захтевима туристичке потражње,
- компаративним предностима туристичке понуде источне Херцеговине у односу на туристичко окружење и
- Стратегији развоја туризма Републике Српске од 2010. до 2020. године.[2]

Верски туризам заснован је на религији као вери у надприродно, која представља елемент и фактор културе, једног народа или географског подручја. Поред осам главних религија (јудаизам, хришћанство, будизам, ислам, хиндуизам, шинтоизам, даоизам и конфуцијанизам), у свету постоји огроман број веровања, култови, митови и секте. Међутим најраспросатрањенији у свету су:  хришћанство (2,1 млрд) и ислам (1,3 млрд), што је случај и са простором источне Херцеговине.
Ходочашћа или поклоничка путовања, како их чешће неки називају, верници доживљавају као потврду своје побожности, као вид подвижништва или чин покајања, као начин да доживе историјску и свету моћ неког места, као пут на коме траже себе или „лек“ за своју духовну обнову. За антропологе, међутим, поклоничка путовања представљају религијску и културну праксу која се не може посматрати одвојено од културе унутар које се јављају, нити су издвојена од друштвених, политичких и економских промена које захватају Источну Херцеговину у којој се јављају.
Корени развоја верског туризма делимично леже у порасту броја религиозних на простору Балканског полуострва, у Републици Српској и Србији, а делимично у национално-политичким ходочашћима у светиње СПЦ, која су имала значајну улогу у мобилизацији становништва и буђењу етничког/националног идентитета Срба крајем осамдесетих и почетком деведесетих година 20. века.
Међутим вера је у 21. веку поред духовнe, постала и културна потреба све већег броја туриста, а верски туризам је као  један од најстаријих облика туристачких путовање, данас представља врло значајан и популаризован сектор глобалног туризма. Због економских потенцијал, природно је да се све већа пажња поклања различитим питањима управљања и промоција овог облика туризма.
Како већину религијских места и верских објеката обилазе и други туристи (културни туризам), без обзира на верска осећања, тешко је дати јасну дефиницију верског туризма у односу на друга туристичка кретања. Из перспективе пружалаца туристичких услуга и ходочасници су туристи и према њима треба тако поступати. И једни и други су потрошачи који на исти начин користе туристичке услуге, без обзира што ходочасници део боравка на дестинацији посвећује остваривању верских потреба.

### Облици верског туризма у источној Херцеговини
На простору источне Херцеговине верски туризам се манифестује у два основна облика, као:
- транзитни туризам
- стационарни туризма.

У овом смислу верски туризам у источној Херцеговини добија карактер масовности као облик миграције до сакралних места, и углавном је заснован на транзитном облику туризма. 
Верски туризам у источној Херцеговини има и неке друге специфичности у односу на друге врсте туристичких кретања: врло су честа групна путовања, у којима учествују чланови истих религија, у пратњи духовника или професионалног водича.
Такве аранжмане организују специјализоване туристичке агенције или сама Црква, или верска организација. Прва агенција за поклоничка путовања „Доброчинство“ основана је 1990. године као званична патријаршијска Поклоничка агенција Доброчинство Српске православне цркве.
Међу православним црквама на простору бивше Југославије само Српска православна црква има и своју туристичку агенцију,  (туроператора), која доводи туристе и у обилазак верских објеката у источној Херцеговини.
Због чињенице да шира јавност за многе од верских објеката на простору источне Херцеговине не зна, верски туризам се показао као изузетно важан фактор у промоцији ових (нових/старих) објеката, стављајући их на мапу верског туризма.

## Верски објекти у туристичкој понуди источне Херцеговине
Верски објекти српског православног народа
Бројни верски објекти српског православног народа (посебно манастири, од којих неки потичу још из средњовековног периода), и цркве, високе уметничке и националне вредности, привлаче бројне домаће и иностране туристе.
Верски објекти осталих етничких заједница
Културну туристичку понуду источне Херцеговине употпуњују и верски објекти и других  етничких
заједница осим српске, првенствено исламске и римокатоличке, као што су џамије и катедралне.

### Најзначајнији објекти верског туризма
Међу најзначајније верске објекте на којима се базира верски туризам, као облик културног туризма и као стратешки правац развоја туризма у источној Хрецеговине, истичу се: 
| Објекат                                             | Опис | Слика |
| --------------------------------------------------- | --- | ----- |
| Манастир Тврдош                                     | Манастир је подигнут на темељима једне црквице која датира из 4. века, пре времена када су Срби као народ примили хришћанство, што говори о традицији и дуговечности хришћанства на просторима Херцеговине. Темељи те цркве се могу видети у манастиру, јер је део пода манастира одрађен у стаклу тако да се кроз те „прозоре“ на поду виде темељи прастаре цркве. Тврдош са рушевинама старог манастира лежи на кршевитој брегу поред пута који из Требиња води у Љубиње. Данашњи Манастир Тврдош подигнут је око 1509, а 1517. године фреско-сликама декорисао га је дубровачки живописац Вице Ловров. У другој половини 16. и 17. веку у Тврдошу су живели херцеговачки митрополити. Одатле потиче име Требињској епархији. У сукобу са Турцима манастир је разорила Млечани 1694. године. Првих година 18. века било је неколико покушаја да се обнови разорени манастир. У том настојању истакли су се митрополит Нектарије и игуман Исаије. |       |
| Манастир Дужи                                       | Манастир је у 16. и 17. веку био метох манастира Тврдош. Након што је 1694. године манастир Тврдош разорен, монаси вођени митрополитом херцеговачким Саватијем Љубибратићем прешли су у манастир Дужи и обнављили га. Једно време у манастиру је било седиште митрополита херцеговачког све до укидања Пећке патријаршије 1776. године. Манастирска црква је једнобродна грађевина са полукружним олтаром. У њој се чувају рукописане црквене књиге из периода од 17. до 19. века које су донели руски калуђери из Кијева и Москве. У манастиру се чува и честица Часног крста, а један од приложника манастира био је и гроф Сава Владисављевић. Манастир је више пута пљачкан и пустошен. Највише је био на удару у другој половини 19. века. У периоду између Првог и Другог светског рата, у манастиру су боравили руски монаси који су избегли из Русије након револуције. Руски монаси су убијени средином 1941. године. Манастир је у периоду рата у Хрватској (1992-1995) гранатиран од стране хрватске војске из правца Дубровника, али није страдао.                                                                                              |       |
| Манастир Завала                                     | Налази се у непосредној близини Поповог Поља. Црква се наслања на природну пећину, и њен изгед и архитектура условљени су овим положајем. Црква је посвећена ваведењу Пресвете Богородице. У овом манастиру један од искушеник био је и Свети Василије Острошки. Унутрашњост цркве је живописана фрескама, које су рад познатог хиландарског монаха Георгија Митрофановића, великог српског зографа 17. века. |       |
| Манастир Добрићево                                  | Манастир који је име је добио по Добрићеву, највероватније датира из 13. века. Према легенди, саградили су га цар Константин и царица Јелена по повратку из Рима, који су привремено боравећи на овом месту закључила да би у Добрићеву требало саградити цркву и манстир. Црква је сазидана у облику крста у византијском стилу, а посвећена је Ваведењу Пресвете Богородице. Од свог постојања манастир је три пута паљен. Први пут 1694. године, други пут за време Првог светског рата, и трећи пут у Другом светском рату. Манастирска порта, са свим објектима у њеној околини није на старом месту на коме је првомитно вековима лоцирана. Пре измештања манастир се налазио на узвишици на десној обали реке Требишњице, на херцеговачко-црногорској граници. Наиме након изградње ХЕ Требишњица, због опасности да се манастир нађе под водом, 1959. године Земаљски завод за заштиту споменика културе Босне и Херцеговине основао је комисију, која је предложила да се у циљу спашавања манастир Добрићево изместити на другу локацију. Ново Добрићево је тако настало на десетак километара од Билеће, и око двадесетак километара од Требиња. |       |
| Манастир Светог Петра Зимоњића у Данићима код Гацка | У средишту села Данићи, 2000. године подигнута је црква у знак сећања на погинуле у ратовима 1941—1945. и 1991—1995. године. Цркву је подигао Протојереј-ставрофор Раде Зеленовић као молитвени спомен ујчевини Бољановићима погинулим (баченим у јаму у Фазлагића Кули). Црква носи име Свештеномученика Петра Зимоњића, јединог свеца са простора Гацка. Петар Зимоњић (Јован) je одрастао на овим просторима и играо се по лединама гна којима је саграђена црква. |       |
| Духовни комплекс Херцеговачка Грачаница             | Назив Грачаница добио је по томе што Манастирска црква представља верну копију цркве манастира Грачанице са Косова и Метохије, задужбине краља Милутина (1282—1321). Саграђена је 2000. године на брду Црквина изнад Требиња, са жељом да изврши тестамент српског песника Јована Дучића, родом из Требиња. Његови посмртни остаци пренети су из Сједињених Америчких Држава и сахрањени у крипти манастирске цркве. Мотиви који украшавају њен под, преузети су из тзв. Призренског патоса који је красио под задужбине Душана Силног (краљ 1331—1346, цар 1346—1355), Светих Архангела код Призрена. Спомен комплекс (манастирску порту) чине црква Пресвете Богородице са звоником, владичански двор, библиотека, амфитеатар, галерија, салон за банкете, чесма и летња башта. |       |
| Џамија Осман-паше Ресулбеговића у Требињу           | Саграђена је 1726. године по наредби Осман-паше Ресулбеговића, требињског капетана у Старом граду, заједно са Царевом џамијом (1719), најстаријом џамијом у Требињу. Као и све друге џамије у Требињу, запаљена је, а затим срушена почетком 1993. године. Први покушај обнове џамије био је планиран за мај 2001. године, али није успео због демонстрација и каменовања грађана Требиња. Џамија је коначно обновљена и отворена 10. јула 2005. године, а средства за њену изградњу осигурали су Требињци. |       |
| Катедрална Црква Рођења Маријина у Требињу          | Градња цркве отпочела је 1880. године, довршена је и освештана 7. јуна 1884. године, у средишту града на десној страни Требишњице, опкољена градским парком и високим платанима. Црква је посвећена Малој Госпи.Приликом благослова новосаграђене цркве папа Лав XIII даривао је цркву великом сликом Госпе с Дететом. 1904. године саграђене се двје сакристије. За време Првог светског рата црквена грађевина се налазила у трошном стању, па су потребне поправке извршене између 1917. и 1918. године. Тада су уједно постављени витражи (обојени прозори), дарови угледних требињских породица. Године 1999. године жупни стан је темељно обновљен а 2000. црква и звоник. |       |